# جورج أوبراين (لاعب كرة قاعدة)
جورج أوبراين (بالإنجليزية: George O'Brien)‏ هو لاعب كرة قاعدة أمريكي، ولد في 4 نوفمبر 1889 في كليفلاند في الولايات المتحدة، وتوفي في 24 مارس 1966 في كولومبوس في الولايات المتحدة.